# Тераформирање
Тераформирање је хипотетички процес прилагођавања других небеских тела за људски живот. Тај процес подразумева прилагођавање атмосфере, температуре, површинске топографије и осталих параметара са циљем формирања незагађене планетарне биосфере која би имала све функције биосфере на Земљи - односно да буде потпуно настањива за људска бића. Сама реч тераформирање значи „преобликовање у Земљу“.
Тераформирање је предмет многих дела научне фантастике, али и актуелних научних истраживања и дебата.

## Историјат
Ова кованица је први пут употребљена 1949. године, у роману научне фантастике „Сити Шок“ (енгл. Seetee Shock) Џека Вилијемсона. Док је тераформирање као процес први пут описан у визионарском роману „Последњи и први људи“ Олафа Стејплдона 1930. године, где је описано тераформирање Венере.
Амерички астроном Карл Сејган је 1961. године у научном часопису Сајенс (енгл. Science) писао о могућем тераформирању Венере тако што би јој се засејавањем отпорним врстама алги покушала смањити количина угљен-диоксида у атмосфери, а тиме смањити ефекат стаклене баште и самим тим и површинска температура. Сејган se 1973. године поново вратио на тему тераформирања, овог пута Марса у познатом научном часопису Икарус (енгл. Icarus).
Марс је планета која је најсличнија Земљи по условима који владају на његовој површини тако да би и процес тераформирања ове планете изгледао као прихватљивији и лакши него код других објеката. Због тога су касније многи писци и научници бавили овом идејом. Ким Стенли Робинсон је написао популарну и изузетну детаљну трилогију романа о тераформирању Марса – Црвени Марс (1992), Зелени Марс (1993) и Плави Марс (1996), чији наслови сугеришу на фазе тераформирања кроз које мора проћи планета до коначног стварања биосфере која омогућава живот људи.

## Почетак тераформирања
Осим извора енергије, који је неопходан за сваку форму живота, потребно је задовољити многе друге услове како би тераформирање било могуће. Међу њима је нарочито значајан скуп фактора који је омогућио развој комплексних вишећелијских организама на Земљи, што је област истраживања астробиологије. НАСА дефинише критеријум настањивости планете као "постојање пространих региона течне воде, услове који омогућавају развој комплексних органских молекула и постојање енергетских извора који могу да одрже метаболизам".
Након адекватне припреме небеског тела за одржавање живота алохтоне врсте, може се почети са увођењем микробских форми живота. Даљим прилагођавањем услова за земаљски живот могу се увести и биљне форме живота, чиме би се убрзала производња кисеоника, што би у теорији учинило планету погодну за развој животињских облика живота.

## Кандидати за тераформирање
Постоји више небеских тела чија се погодност за тераформирање разматра.

### Марс
Марс је по многим аспектима планета која је највише налик Земљи у Сунчевом систему. Наиме, у стенама на Марсу нађени су сумпор, азот, водоник, кисеоник, фосфор и угљеник, што су све кључни елементи за развој живота. Откривена је и вода у земљи Марса.
Кључне промене потребне за тераформирање Марса:
- изградња атмосфере налик Земљиној
- загревање атмосфере и одржавање њене температуре на температурама погодним за Земаљске форме живота

Ове две промене су међусобно повезане: гушћа атмосфера сачињена од гасова попут угљен-диоксида би заробљавала упадно Сунчево зрачење, а с друге стране, повишена температура утицала на повећање концентрације тих гасова у атмосфери.
Постоје индикације да је Марс у прошлости имао гушћу атмосферу и воду у изобиљу, што га је чинило много сличнијем Земљи него што је данас. Предложена објашњења ове промене су следећа:
1. При сваком постојању површинске воде, угљен-диоксид реагује са камењем, формирајући карбонате, чиме се делови атмосфере везују за површину планете. На Земљи је утицај овог процеса поништен кретањем тектонских плоча услед којих долази до вулканских ерупција при којима се угљен-диоксид-ослобађа, чиме се повећава његова концентрација у атмосфери. На Марсу не постоји тектонска активност, те није могуће на тај начин повратити концентрацију угљен-моноксида у атмосфери, што је довело до проређивања атмосфере.[7]
2. Недостатак магнетосфере која би окруживала целокупну површину Марса би могао довести до постепене ерозију атмосфере соларним ветром. Конвекција унутар Марсовог предоминантно гвозденог језгра је у почетку генерисала магнетно поље. Временом је дошло до редуковања магнетосфере и промене њене површинске расподеле, тако да данас покрива око 40% површине у облику нехомогених “кишобран” формација груписаних око јужне хемисфере Марса. Ове области могу обухватити неку запремину гаса при врху атмосфере заробљавајући магнетним пољем јонизовани гас. Притисак соларног ветра је довољно јак да одвоји ову капсулу од остатка атмосфере, односећи притом тај део атмосфере.[7][8]
3. Судари астероида у периоду између 3,8 и 4,1 милијарду година су довели до значајних површинских промена на астрономским објектима у Сунчевом систему. Постоји могућност да су ови судари услед слабог гравитационог поља Марса довели до избацивања значајног дела атмосфере у свемир.[7]

У новембру 2015. године научници агенције НАСА објавили су да ће тераформирање Марса можда ипак бити тежи подухват него што се раније мислило. На основу података које је сонда Мејвен прикупила из орбите током првих шест месеци мисије установљено је да Сунчев ветар односи угљен-диоксид из атмосфере у свемир, што значи да се овај гас полако али неповратно губи. Научници су ипак констатовали да постоје друге могућности за тераформирање Марса, а не само коришћење угљен-диоксида за подизање температуре на површини (нпр. коришћење метана, који производи још ефикаснији ефекат стаклене баште). Одређене количине  налазе се и у поларним леденим капама, мада су оне углавном сачињене од воденог леда, а замрзнутог  има и у тлу црвене планете.

### Тераформирање Венере
Кључне промене потребне за тераформирање Венере:
- уклањање већег дела густе атмосфере сачињене од угљен-диоксида и снижавање атмосферског притиска
- редуковање површинске температуре
- повећање концентрације кисеоника у атмосфери

Како се сматра да тренутна висока температура од око 450 °C потиче управо од ефекта стаклене баште, ове две промене су повезане, и делимично уклањање угљен-диоксида из атмосфере би могло да реши истовремено оба проблема.

### Тераформирање Европе
Европа, Јупитеров сателит, је такође кандидат за тераформирање.
Кључне промене потребне за тераформирање Европе:
- изградња атмосфере и повећање атмосферског притиска
- успостављање адекватне температуре

Чињеница да се налази близу великог појаса зрачења који окружује Јупитер представља проблем за чије превазилажење је потребна висока технологија. Поред наведених промена, ове модификације Европе су такође неопходне:
- успостављање магнетног поља јачине барем половине јачине Земљиног магнетног поља
- увођење озонског омотача који би апсорбовао УВ зрачење

### Тераформирање осталих небеских тела
Поред наведених небеских тела, постоји још кандидата за тераформирање или барем делимично тераформирање и колонизацију. Међу њима су:
- Месец[12]
- Титан, Сатурнов сателит[13]
- Калисто, Јупитеров сателит[14]

Проблеми са овим телима могу бити мала маса (па се услед слабог гравитационог поља атмосфера не може задржати довољно дуго), удаљеност од Сунца и др.